# 张楞乡
张楞乡，是中华人民共和国河北省石家庄市赞皇县下辖的一个乡镇级行政单位。

## 行政区划
张楞乡下辖以下地区：
南洼村、北洼村、北王家庄村、张楞村、南章村、杜庄村、葛沟村、上徐乐村、下徐乐村、蒲宏村、北延庄村、南延庄村、泥沟村、行乐村、南竹村、北竹村和西竹村。